# جي إس أمور
جي إس أمور (8 مايو 1925 في منطقة دهرواد -  28 سبتمبر 2020)، هو مؤلف، وشاعر، وكاتب، وناقد أدبي من الهند.

## الجوائز
- جائزة أكاديمية شايتا  [لغات أخرى]‏[3]